# Europa Cup (korfbal)
De Europa Cup was een jaarlijks terugkerend korfbaltoernooi, georganiseerd door de International Korfball Federation, waaraan de beste clubteams uit verschillende Europese landen deelnemen. Het toernooi werd voor de eerste keer gehouden in 1967 in Londen. Tot en met 1986 werd de Europa Cup gespeeld op het veld. In 1985 en 1986 werd er ook een toernooi gespeeld in de zaal. Vanaf 1987 wordt de Europa Cup alleen in het zaalkorfbal gespeeld. Voor Nederland en België nemen de landskampioenen zaalkorfbal van het voorafgaande seizoen deel aan de Europa Cup. In 1998 deed geen enkele Nederlandse club mee aan het toernooi: PKC wilde als christelijke club niet meedoen omdat de finale op zondag werd gespeeld.
Op 25 januari 2022 kondigde het IKF aan dat vanaf seizoen 2022-2023 de Korfball Champions League gespeeld zou worden. De competitie verving de Europa cup en Shield cup, en moest meer wedstrijden bieden tussen clubs van gelijkwaardig niveau.

## Veld
|               | WG   | Speelstad   | Kampioen      | Tweede plaats | Derde plaats   |
| ------------- | ---- | ----------- | ------------- | ------------- | -------------- |
| I Details     | 1967 | Londen      | Ons Eibernest | ROHDA         | ATBS           |
| II Details    | 1968 | Antwerpen   | Blauw-Wit     | Ons Eibernest | Scaldis SC     |
| III Details   | 1969 | Eindhoven   | Blauw-Wit     | ROHDA         | ATBS           |
| IV Details    | 1970 | Croydon     | Ons Eibernest | Blauw-Wit     | Meeuwen KV     |
| V Details     | 1971 | Antwerpen   | Ons Eibernest | LUTO          | Scaldis SC     |
| VI Details    | 1972 | Amsterdam   | ROHDA         | Ons Eibernest | AKC            |
| VII Details   | 1973 | Londen      | Ons Eibernest | Riviera KC    | ROHDA          |
| VIII Details  | 1974 | Antwerpen   | Ons Eibernest | Riviera KC    | ATBS           |
| VIII Details  | 1975 | Den Haag    | Ons Eibernest | LUTO          | Boeckenberg KC |
| IX Details    | 1976 | Londen      | Ons Eibernest | LUTO          | Kwik KC        |
| X Details     | 1977 | Bochum      | Riviera KC    | PKC           | Kwik KC        |
| XI Details    | 1978 | Antwerpen   | LUTO          | Riviera KC    | Kwik KC        |
| XII Details   | 1979 | Papendrecht | PKC           | Borgerhout    | Schweriner KC  |
| XIII Details  | 1980 | Papendrecht | PKC           | Adler Rauxel  | Kwik KC        |
| XIV Details   | 1981 | Ekeren      | PKC           | Kwik KC       | Adler Rauxel   |
| XV Details    | 1982 | Nijeveen    | DOS'46        | Borgerhout    | Adler Rauxel   |
| XVI Details   | 1983 | Antwerpen   | ROHDA         | Borgerhout    | Adler Rauxel   |
| XVII Details  | 1985 | Papendrecht | PKC           | Borgerhout    | Adler Rauxel   |
| XVIII Details | 1986 | Antwerpen   | AKC           | Fortuna       | Adler Rauxel   |

### Titels per club
| # | Club          | Plaats      | Kampioenschappen |
| - | ------------- | ----------- | ---------------- |
| 1 | Ons Eibernest | Den Haag    | 7                |
| 2 | PKC           | Papendrecht | 4                |
| 3 | Blauw-Wit     | Amsterdam   | 2                |
|   | ROHDA         | Amsterdam   | 2                |
| 5 | DOS'46        | Nijeveen    | 1                |
|   | LUTO          | Amsterdam   | 1                |
|   | Riviera       | Antwerpen   | 1                |
|   | AKC           | Antwerpen   | 1                |

## Zaal
|                   | WG   | Speelstad        | Kampioen      | Tweede plaats  | Derde plaats         |
| ----------------- | ---- | ---------------- | ------------- | -------------- | -------------------- |
| I Details         | 1985 | Papendrecht      | PKC           | Sikopi         | Adler Rauxel         |
| II Details        | 1986 | Bourges          | ROHDA         | AKC            | Adler Rauxel         |
| III Details       | 1988 | Antwerpen        | Oost-Arnhem   | AKC            | Adler Rauxel         |
| IV Details        | 1989 | Arnhem           | Oost-Arnhem   | AKC            | Adler Rauxel         |
| VI Details        | 1990 | Papendrecht      | PKC           | Catbavrienden  | Adler Rauxel         |
| VII Details       | 1991 | Lissabon         | Sikopi        | Fortuna        | Adler Rauxel         |
| VIII Details      | 1992 | Saint-Ettiene    | Catbavrienden | Deetos         | Adler Rauxel         |
| IX Details        | 1993 | Castrop-Rauxel   | Deetos        | Catbavrienden  | Grün-Weiss           |
| X Details         | 1994 | Olomouc          | Deetos        | Borgerhout     | Grün-Weiss           |
| XI Details        | 1995 | Debrecen         | ROHDA         | Catbavrienden  | Grün-Weiss           |
| XII Details       | 1996 | Crystal Palace   | Deetos        | Mercurius      | Mitcham              |
| XIII Details      | 1997 | Terrassa         | Catbavrienden | Oost-Arnhem    | VKC Kolín            |
| XIV Details       | 1998 | Antwerpen        | Catbavrienden | Mitcham        | Grün-Weiss           |
| XV Details        | 1999 | Praag            | PKC           | AKC            | Mitcham              |
| XVI Details       | 2000 | Papendrecht      | PKC           | Sikopi         | Adler Rauxel         |
| XVII Details      | 2001 | Terrassa         | KV Die Haghe  | AKC            | Grün-Weiss           |
| XVIII Details     | 2002 | Praag            | PKC           | AKC            | KC Slavia Havířov    |
| XIX Details       | 2003 | Antwerpen        | KV Die Haghe  | AKC            | Invicta              |
| XX Details        | 2004 | Delft            | Fortuna       | AKC            | KCC České Budějovice |
| XXI Details       | 2005 | Saint-Ettiene    | Fortuna       | AKC            | NC Benfica           |
| XXII Details      | 2006 | Prievidza        | PKC           | Riviera KC     | Oryol STU            |
| XXIII Details     | 2007 | Antwerpen        | DOS'46        | Riviera KC     | KCC České Budějovice |
| XXIV Details      | 2008 | Carcavelos       | DOS'46        | Boeckenberg KC | Mitcham              |
| XXV Details       | 2009 | Koog aan de Zaan | Koog Zaandijk | Boeckenberg KC | CC Oeiras            |
| XXVI Details      | 2010 | Herentals        | DOS'46        | Boeckenberg KC | Adler Rauxel         |
| XXVII Details     | 2011 | Boedapest        | Koog Zaandijk | Scaldis SC     | KCC České Budějovice |
| XXVII Details     | 2012 | Warschau         | TOP           | Boeckenberg KC | Trojans KC           |
| XXVIII Details    | 2013 | Boedapest        | Koog Zaandijk | Boeckenberg KC | NC Benfica           |
| XXIX Details      | 2014 | Papendrecht      | PKC           | Boeckenberg KC | NC Benfica           |
| XXX Details       | 2015 | Tielen/Herentals | TOP           | Scaldis SC     | NC Benfica           |
| XXXI Details      | 2016 | Boedapest        | PKC           | Boeckenberg KC | NC Benfica           |
| XXXII Details     | 2017 | Sassenheim       | TOP           | Boeckenberg KC | Trojans KC           |
| XXXIII Details    | 2018 | Platja d'Aro     | TOP           | AKC            | SG Pegasus           |
| XXXIV Details     | 2019 | Kortrijk         | TOP           | Boeckenberg KC | Trojans KC           |
| XXXV Details      | 2020 | Boedapest        | Fortuna       | Kwik           | SG Pegasus           |
| XXXVI Details     | 2021 | NVT*             | NVT           | NVT            | NVT                  |
| XXXVII Details    | 2022 | NVT*             | NVT           | NVT            | NVT                  |
| XXXVIII Details** | 2023 | Delft            | PKC           | Fortuna        | KC Floriant          |
| XXXVIV Details    | 2024 | Papendrecht      | PKC           | Boeckenberg KC | NC Benfica           |

- = de EuropaCup 2021 en 2022 vonden geen doorgang vanwege COVID-19
  - = vanaf 2023 is de EuropaCup vervangen door de  Champions League

### Titels per club
| #  | Club          | Plaats           | Kampioenschappen |
| -- | ------------- | ---------------- | ---------------- |
| 1  | PKC           | Papendrecht      | 10               |
| 2  | TOP           | Sassenheim       | 5                |
| 3  | Fortuna       | Delft            | 3                |
|    | Deetos        | Dordrecht        | 3                |
|    | DOS'46        | Nijeveen         | 3                |
|    | Koog Zaandijk | Koog aan de Zaan | 3                |
|    | Catbavrienden | Antwerpen        | 3                |
| 8  | ROHDA         | Amsterdam        | 2                |
|    | KV Die Haghe  | Den Haag         | 2                |
|    | Oost-Arnhem   | Arnhem           | 2                |
| 11 | Sikopi        | Antwerpen        | 1                |